# ギンガシステムソリューション
株式会社ギンガシステムソリューション（英: Ginga System Solution Co.,Ltd.）は、かつて存在した東京都中央区に本社を置く日本の企業。ASPサービス、POSレジ、POSシステム、テレビ電話、テレビ会議システムの開発及び販売、電気通信事業を行っていた企業である。
株式会社ジー・コミュニケーションの関連企業。

## 概要
- 2005年9月 - 株式会社レストランポスゲートウェイとして創立。
- 2007年3月 - 社名を株式会社ジーコムシステムソリューションへ変更。
- 2007年12月 - 社名を株式会社ギンガシステムソリューションへ変更。
- 2008年2月1日 - 株式会社NOVAの関連会社である株式会社ギンガネットの事業を譲受。
- 2013年7月1日 - 株式会社ギンガシステムを承継会社とし、テレビ会議システム事業を分社化。
- 2013年8月1日 - 株式会社ジー・コミュニケーションを承継会社とし、株式会社ギンガシステムソリューション、ビー・サプライ株式会社を解散。

## 主な事業内容
- テレビ会議用端末ワープゲイトの開発及び販売
- ASPサービス、POSレジ、POSシステムの開発及び販売
- 学校型SNSbe-ba(ビーバ)の運営（2013年終了）